# 棕色潘鰍
棕色潘鰍為輻鰭魚綱鯉形目鰍科的其中一種，為熱帶淡水魚，分布於亞洲湄公河、薩爾溫江及馬來半島北部淡水流域，本魚體全褐色，鼻無觸鬚，尾鰭截形略圓，體長可達8公分，棲息在底層水域，生活習性不明。

## 扩展阅读
維基物種上的相關：棕色潘鰍